# Oraș cu statut de powiat
Orașul cu statut de powiat (în poloneză miasto na prawach powiatu, powiat grodzki) este o unitate administrativă din Polonia. Există 65 de astfel de unități în Polonia, acest statut fiind acordat orașelor mari, care nu sunt subordonate unui powiat (echivalentul județului din România).

## Lista orașelor cu statut de powiat
| Voievodat             | Oraș cu statut de powiat  |
| --------------------- | ------------------------- |
| Carpații de Jos       | Krosno                    |
| Carpații de Jos       | Przemyśl                  |
| Carpații de Jos       | Rzeszów                   |
| Carpații de Jos       | Tarnobrzeg                |
| Cuiavia și Pomerania  | Bydgoszcz                 |
| Cuiavia și Pomerania  | Grudziądz                 |
| Cuiavia și Pomerania  | Toruń                     |
| Cuiavia și Pomerania  | Włocławek                 |
| Lublin                | Biała Podlaska            |
| Lublin                | Chełm                     |
| Lublin                | Lublin                    |
| Lublin                | Zamość                    |
| Lubusz                | Gorzów Wielkopolski       |
| Lubusz                | Zielona Góra              |
| Łódź                  | Łódź                      |
| Łódź                  | Piotrków Trybunalski      |
| Łódź                  | Skierniewice              |
| Mazovia               | Ostrołęka                 |
| Mazovia               | Płock                     |
| Mazovia               | Radom                     |
| Mazovia               | Siedlce                   |
| Mazovia               | Miasto Stołeczne Warszawa |
| Opole                 | Opole                     |
| Podlasia              | Białystok                 |
| Podlasia              | Łomża                     |
| Podlasia              | Suwałki                   |
| Polonia Mare          | Kalisz                    |
| Polonia Mare          | Konin                     |
| Polonia Mare          | Leszno                    |
| Polonia Mare          | Poznań                    |
| Polonia Mică          | Cracovia                  |
| Polonia Mică          | Nowy Sącz                 |
| Polonia Mică          | Tarnów                    |
| Pomerania             | Gdańsk                    |
| Pomerania             | Gdynia                    |
| Pomerania             | Słupsk                    |
| Pomerania             | Sopot                     |
| Pomerania Occidentală | Koszalin                  |
| Pomerania Occidentală | Szczecin                  |
| Pomerania Occidentală | Świnoujście               |
| Sfinta Cruce          | Kielce                    |
| Silezia               | Bielsko-Biała             |
| Silezia               | Bytom                     |
| Silezia               | Chorzów                   |
| Silezia               | Częstochowa               |
| Silezia               | Dąbrowa Górnicza          |
| Silezia               | Gliwice                   |
| Silezia               | Jastrzębie-Zdrój          |
| Silezia               | Jaworzno                  |
| Silezia               | Katowice                  |
| Silezia               | Mysłowice                 |
| Silezia               | Piekary Śląskie           |
| Silezia               | Ruda Śląska               |
| Silezia               | Rybnik                    |
| Silezia               | Siemianowice Śląskie      |
| Silezia               | Sosnowiec                 |
| Silezia               | Świętochłowice            |
| Silezia               | Tychy                     |
| Silezia               | Zabrze                    |
| Silezia               | Żory                      |
| Silezia Inferioară    | Jelenia Góra              |
| Silezia Inferioară    | Legnica                   |
| Silezia Inferioară    | Wrocław                   |
| Varmia și Mazuria     | Elbląg                    |
| Varmia și Mazuria     | Olsztyn                   |